# 自由否決權

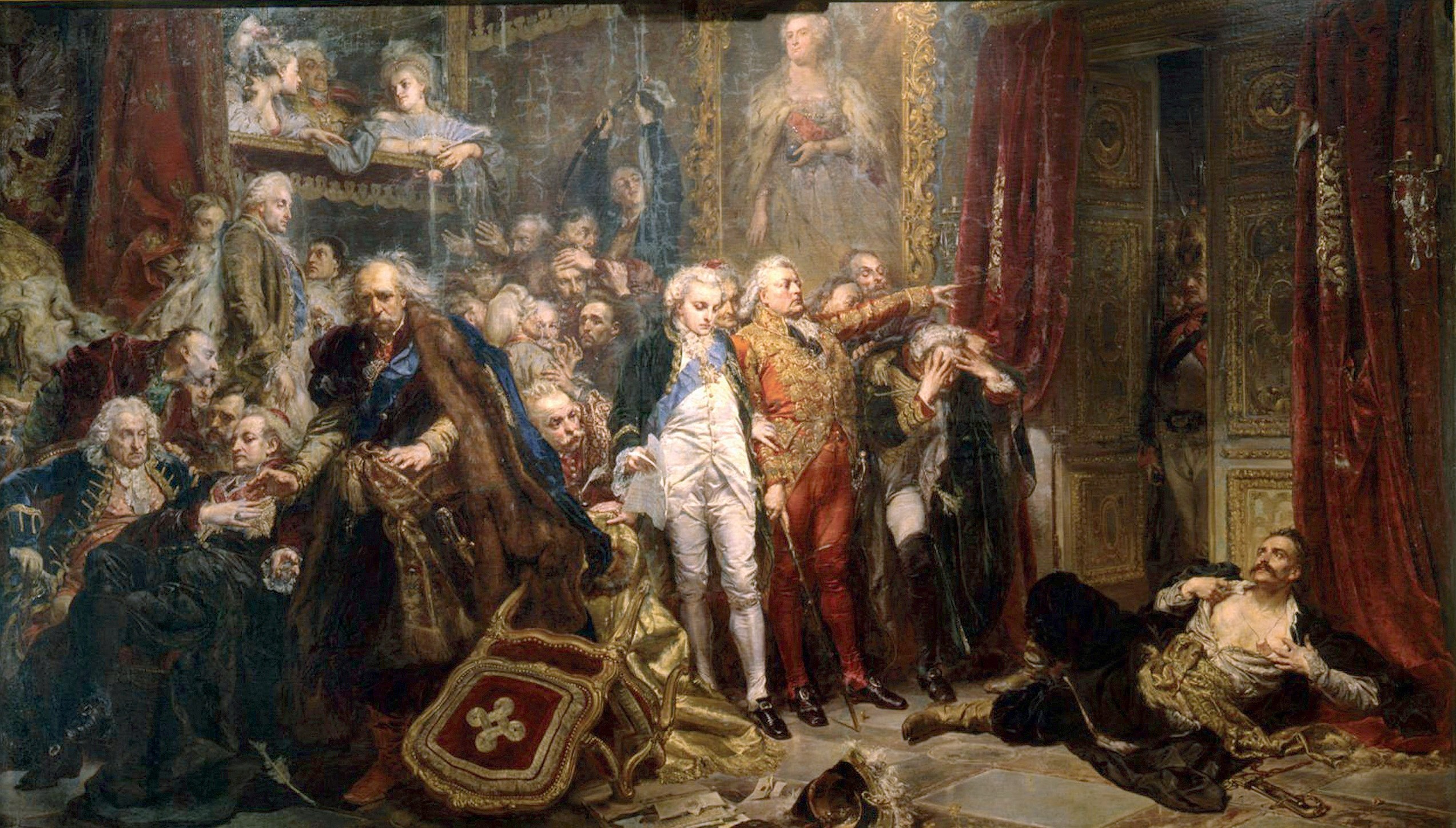
扬·马泰伊科的画作描绘了立陶宛大公国新格鲁多克议员塔德乌什·雷伊坦竭力阻止众议院通过第一次瓜分波兰的决议，雷伊坦是自由否决权最后的拥护者之一，他受到自己选区的贵族嘱托不要允许波兰被瓜分。

自由否決權（拉丁語：Liberum veto）是波兰立陶宛联邦的国会制度之一。它是一种一致赞同形式的投票法，其允许众议院成员强行终止进行中的会议并取消当前会议所通过的立法。任何一名众议员只需喊出：“Sisto activitatem”（拉丁语“我停止活动！”）或：“Nie pozwalam”（波兰语“我不许！”）即可。
在波兰立陶宛众议院的审议中，该项权利于17世纪中叶起至18世纪末通行。其基础是全波兰立陶宛贵族的平等性，由于他们是平等的，故众议院的议案必须一致通过。自由否决权是联邦政治系统至关重要的一部分，它加强了体制中的民主因素并限制了王权，这一权利与当时欧洲盛行的强力决策（绝对君主制）南辕北辙。
许多历史学家认为，自由否决权是波兰立陶宛联邦政治体制衰退的罪魁祸首，此言于18世纪尤确。当波兰立陶宛外部势力向众议员行贿以瘫痪议程，当波兰最终被瓜分、占领、主宰并操纵近两百年时，自由否决权似乎成为了这一切的诱因。
彼得·斯蒂凡·万蒂茨写道：“自由否决权成了波兰以往无政府状态的邪恶象征。”1573至1763年间，举行了共计约150场众议院会议，其中约三分之一没有通过任何法案，大多是由于自由否决权之故。欧洲俗语“波兰国会”即是从这种显而易见的瘫痪中引申出来的。

## 起源
该项权利是从一致同意原则衍生而来。而一致同意原则由波兰王国的决策传统发展而来并在波兰立陶宛的联邦制度特征中得到了发展。 每一名众议员都于地方众议院（Sejmik）选出并代表整个地区。该议员因此也向他所属的地方众议院负责其所有他在联邦众议院所作出的决定。 由于所有贵族都是平等的，少数服从多数（即使少数派只有一名众议员）被认为是对政治平等原则的侵犯。
起初，持有异见的代表们常常被说服或被迫撤回他的反对。 此外，这项权利最初仅用于否决单项法案，而非取消整场会议以及这场会议通过的所有决议。比如，正如瓦迪斯瓦夫·查普林斯基就1611年众议院会议所言，部分决议被否决，但其他决议还是获得了通过。 然而自17世纪中期以降，任一众议员或参议员对任一众议院会议所做出的任一否决都会自动导致所有先前获得通过的法案被驳回，因为一场众议院会议的所有法案是一个整体
通常人民会错误地认为众议院会议初次被扰乱是由一名来自特拉凯的议员瓦迪斯瓦夫·西辛斯基于1652年造成的。事实上，他仅于众议院会议审议时间长于法定时限时才使用了这项权利。 然而西辛斯基立下了一个危险的前例。 在后来几届会议的议程中，否决权有时仍会被驳回，但它在会议中日渐被人们所接受。 此后不到二十年，1669年克拉科夫的众议院会议便遭到自由否决权否决，会议没有完成审议，否决者为基辅代表亚当·奥利萨。 自由否决权此后逐渐失控，1688年，会议于议程开始和议长被选出前就解散了。

## 极盛
扬三世·索别斯基在位期间（1674-1696），一半的众议院会议议程因为自由否决权的缘故搁浅。且这一权利还从联邦众议院下行到了地方众议院。18世纪前半，越来越多的议程被自由否决权打断，而波兰立陶宛的邻国俄罗斯和普鲁士发现这一权利是阻止波兰立陶宛联邦改革和自强的有效工具。他们通过贿赂众议员来行使否决权，邻国可以由此让所有他们不喜欢的决议胎死腹中。联邦则从欧洲一大势力衰退至无政府状态。萨克森家族统治波兰期间（1696-1763）仅有寥寥数场众议院会议召开，最后一场召开于1736年。奥古斯特二世在位期间（1697–1733），18场众议院会议中只有8场通过了立法法案。奥古斯特三世在位的近三十年（1734–1763）中，只有一场会议通过了法案。波兰立陶宛政府处于崩溃的边缘，所谓“波兰无政府”就是指这种状态。而国家则由大贵族和地方议会治理。
联邦政府治理国家时因自由否决权而受到了相当大扰乱。1573年至1763年，共计召开了150场众议院会议，其中53场没有通过任何立法。历史学家雅采克·耶德鲁赫发现这53场会议中，又有32场是因自由否决权而中止的。

## 末期
18世纪时，邦联众议院逐渐演化产生，作为以邦联为基础的国会会议，其主要的目的就是防止自由否决权打断会议，与那被自由否决权所瘫痪的国家众议院不同。有时，一场邦联众议院会议的参会人员即是一般众议院议员，以防止自由否决权之使用。
十八世纪下半叶是波兰启蒙运动时期，该时期也见证了旨在改革联邦无效率政府的这一趋势。1764年至1766年的改革改进了众议院会议的议程。大部分经济和税收方面的、无关宏旨的法案采取了少数服从多数的原则。议员的指示将不再具有约束力。改革之路并不平坦，在外部势力的支持下，保守派反对了几乎所有的变革并试图保卫自由否决权和其他各项使波兰立陶宛联邦政府无效率的因素。这一点在1768年所通过的基本法中尤其突出。
自由否决权最终于1791年5月3日被废止。废止决议由一场邦联众议院会议通过，它永久性地建立起了少数服从多数原则。然而自由否决权所取得的成就，按历史学家诺曼·戴维斯的话来说是“欧洲首例” ，于1793年格罗德诺众议院会议上被消除了。格罗德诺会议在俄罗斯和普鲁士的强迫下批准了第二次瓜分波兰的决议。而第三次瓜分波兰以及波兰立陶宛联邦最终的消亡也仅两年之遥了。

## 重要性
哈佛大学政治科学家格热戈什·埃基尔特（Grzegorz Ekiert）评价自由否决权在波兰的历史时总结道：自由否决权的原则保护了波兰政治体制中的封建特征，弱化了君主制的角色，导致了政治生活中的无政府状态，并造成了波兰国家的经济及政治衰退。如此情况使得波兰在外国侵略下变得脆弱不堪并最终导致了国家的丧亡。
政治科学界达利波尔·罗哈奇（Dalibor Roháč）认为“自由否决权”的原则在波兰独特的宪政主义形式之涌现中扮演了重要角色。它通过建立法治、宗教宽容以及有限宪政政府成为了君主权力的有效钳制者。在欧洲其余部分正饱受宗教仇恨和专制肆虐时，波兰则一反其常态。 对于波兰立陶宛联邦的贵族民主制来说，自由否决权是其中一项至关重要的原则。
在给予其一定肯定的同时，历史学家们认为自由否决权是波兰立陶宛联邦政治体制衰退以及其最终灭亡的主要诱因。 受大贵族或外部势力贿赂的代表或那些想当然地认为自己生活在一黄金时代的人们用一个世纪的时间瘫痪了联邦政府，阻止了所有改革的尝试。彼得·史蒂芬·万蒂奇写到："自由否决权成了波兰以往无政府状态的邪恶象征。” 瓦格纳也附和前者的意见说：“显然，在近代，旧波兰没有其他机制比自由否决权受到过更多尖锐的批评了。”